# Gasperina
Gasperina és un municipi italià, situat a la regió de Calàbria i a la província de Catanzaro. L'any 2023 tenia 1884 habitants. Amb només 6,78 km² d'extensió, Gasperina és el municipi amb la superfície territorial més petita de la província.

## Demografia
| 1r gener 2017 | 1r gener 2018 | 1r gener 2023 |
| 2.174         | 2.151         | 1.884         |

## Administració
| Dates mandat | Nom de l'alcalde/ssa | Causa finalització |
| ------------ | -------------------- | ------------------ |